# Georges de Brancas
Pour les autres membres de la famille, voir Famille de Brancas.
Georges de Brancas (1565-1657) est un noble et militaire français. Il obtient l'érection du marquisat de Villars en duché simple en 1627, et en duché-pairie en 1652.
Il est chevalier des ordres du roi, lieutenant-général de Normandie et gouverneur du Havre-de-Grâce.

## Biographie
Né en 1565, il est le troisième fils d'Ennemond, baron d'Oyse et de Villars, et de Catherine de Joyeuse (tante d'Anne), et frère puîné de l'amiral de Villars. Il commença sa carrière militaire sur mer, en 1586, après avoir obtenu le commandement de trois navires.
Le 5 janvier 1597, il épouse Julienne-Hippolyte-Joséphine d'Estrées, sœur de Gabrielle d'Estrées, fille d'Antoine IV, marquis de Cœuvres, et Françoise Babou de La Bourdaisière. Tallemant des Réaux dans ses Historiettes, accuse Joséphine d'avoir soudoyé un prêtre de Saint-Paul[précision nécessaire] pour épouser Villars. Afin de récupérer son investissement, elle este ensuite au nom de son époux, contre la dame d'Aiguillon[Qui ?], et ce procès lui permet d'obtenir 40 000 écus. De plus, le satiriste brosse un portrait au vitriol du « bonhomme », le décrivant comme : 

« Ridicule de corps et d'esprit, car il est bossu et quasi imbécile et gueux par-dessus cela. »

De l'union naissent :
- Louis-François (1620-1679), pair et duc de Villars ;
- Marie, qui épouse, en 1613 Henri de Castellane
- Hyppolyte, qui est fondatrice et mère supérieure des Ursulines de Narbonne ;
- Françoise, morte jeune ;
- Charles (vers 1620-1681) marquis de Maubec et d'Apilli, chevalier d'Honneur de la reine Anne d'Autriche et mestre de camp-lieutenant du régiment de l'Altesse cavalerie, qui épouse Suzanne de Garnier[5].

En 1625, il équipe vingt-cinq vaisseaux de guerre, pour aller combattre les protestants. Pour l'en remercier, Louis XIII érige la terre de Villars en duché simple en septembre 1627. Brancas fait enregistrer les lettres d'érection au parlement d'Aix en juillet 1628,. En juillet 1652, il obtint de Louis XIV des lettres d'érection du duché de Villars en pairie, mais s'éteint en janvier 1657 dans son château de Maubec sans jamais avoir fait enregistrer ses lettres. Son fils aîné, Louis-François, les fait enregistrer un mois après sa mort, mais toujours au parlement d'Aix. Or, le parlement de Paris ne reconnaissait que ses propres enregistrements : « Cela faisait donc, dit Saint-Simon, un duché fort boiteux et une pairie en idée, un duc à qui aucun ne cédait, par conséquent exclu de toute cérémonie. »

Joséphine de Brancas, duchesse de Villars, et sa sœur Gabrielle d'Estrées
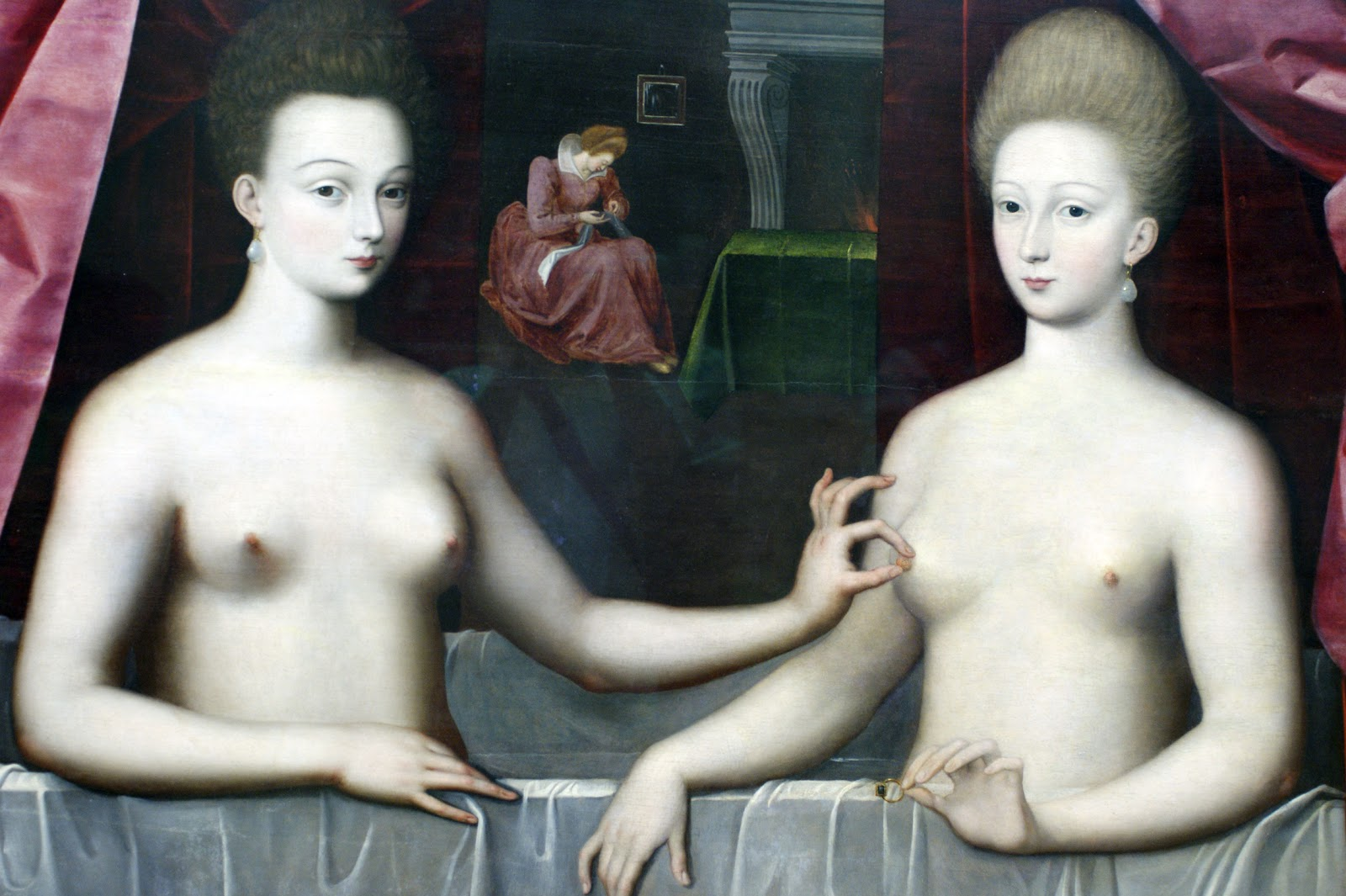
Gabrielle d'Estrées à droite[8] Musée du Louvre. École française, vers 1594
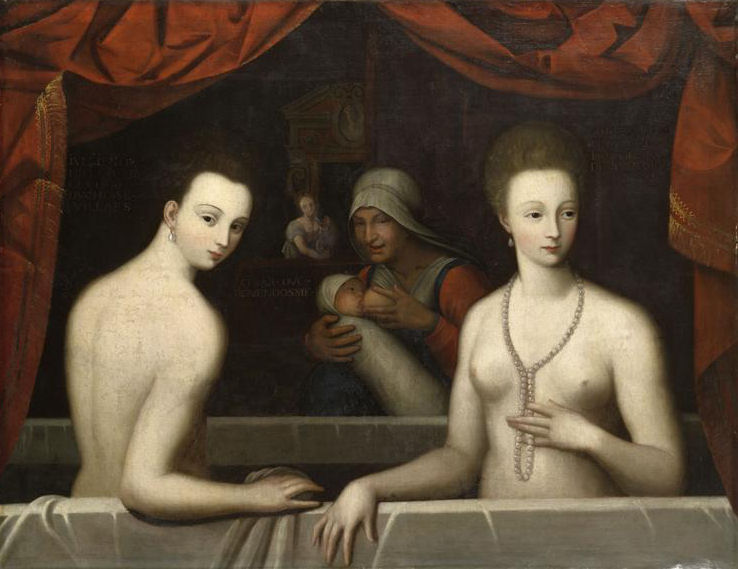
huile sur toile, Château de Fontainebleau